# مقبرة الصليبخات
مقبرة الصليبخات هي أكبر مقبرة في دولة الكويت، دُفن فيها العديد من الأموات منذ ستينات القرن العشرين، تنقسم المقبرة إلى قسمين، قسم المقبرة السنية التي افتُتحت عام 1976 وقسم المقبرة الجعفرية والتي افتُتحت عام 1973، سميت بهذا الاسم لوجودها في منطقة الصليبخات في شمال شرق الكويت، ولشهداء الكويت قسم خاص في المقبرة.

## أشهر من دُفن في المقبرة
- العديد من شهداء الكويت.
- العديد من أمراء الكويت السابقون منهم:
  - عبد الله السالم الصباح.
  - صباح السالم الصباح.
  - جابر الأحمد الصباح.
  - سعد العبد الله السالم الصباح.
  - صباح الأحمد الجابر الصباح.[2]
  - نواف الأحمد الجابر الصباح.[3][4][5]
- العديد من رجال الفن والأدب منهم:
  - عبدالكريم عبدالقادر
  - عبد الحسين عبد الرضا.[6]
  - فائق عبد الجليل
  - غانم الصالح
  - خالد النفيسي
  - علي المفيدي
  - أحمد الصالح
  - منصور المنصور
  - عبد الله الباروني
  - مشاري البلام
  - انتصار الشراح
- العديد من الشخصيات السياسية منهم:
  - جاسم الخرافي
  - جاسم حمد الصقر
  - ناصر الخرافي
  - أحمد الربعي
  - أنور عبد الله النوري
  - علي ناصر ياسين، مدير مكتب منظمة التحرير الفلسطينية لدى الكويت بين عامي 1969 و1978.
- عدد من المشاهير بالكويت منهم:
  - براك المرزوق [7]
  - فوزي المجادي.
  - عبد الرحمن السميط.
  - سعود الورع
  - مشاري العرادة[8]